# Myrkgrav
Myrkgrav (no. ‚dunkles Grab‘) ist ein Folk- und Viking-Metal-Projekt um den Frontmann und Multiinstrumentalisten Lars Jensen aus dem norwegischen Ort Åsa (Ringerike). Das Debütalbum wurde über das deutsche Label Det Germanske Folket veröffentlicht.

## Bandgeschichte
Myrkgrav wurde von Lars Jensen Anfang 2003 als Soloprojekt gegründet. Ein Jahr später veröffentlichte er das Demo Fra Fjellheimen Kaller, die er an diverse Labels schickte, woraufhin es schließlich zu einer Zusammenarbeit mit dem deutschen Label Det Germanske Folket kam. Nach zahlreichen Problemen wurde das Debütalbum Trollskau, Skrømt og Kølabrenning im Sommer 2006 aufgenommen und am 27. Oktober desselben Jahres noch veröffentlicht. Danach arbeitete Jensen am Nachfolgealbum Forteljinger frå Finnefjerdingen, auf welchem die Folk-Einflüsse weiter ausgebaut werden sollten. Aufgrund der enttäuschenden Zusammenarbeit mit DGF trennte sich Myrkgrav vom Label und forderte dazu auf, nicht dort zu bestellen.
Die Split-Single Myrkgrav/Voluspaa wurde am 29. April 2011 über das Label Einheit Produktionen mit einer Auflage von 500 Kopien als 7"-Schallplatte veröffentlicht und enthält je ein Lied der beiden Bands.
Im November 2011 kündigte Jensen an, auf dem Ragnarök-Festival 2012 eine Listening-Session abzuhalten, bei der das kommende Studioalbum Forteljinger frå Finnefjerdingen in voller Länge vorgestellt wurde und unter anderem auch die letzten 50 Kopien von Trollskau, Skrømt og Kølabrenning verkauft wurden.

## Stil

### Musik
Zuerst war der Musikstil auf reinen Black Metal ausgerichtet. Während des Songwritings zum Demo wollte Jensen jedoch verstärkt Folk-Elemente in seine Musik einbringen, weshalb man die Musik als eine Mischung aus Folk und Black Metal bezeichnen kann, die dem Viking Metal ähnelt. Er selbst beschreibt daher den Stil als Folcloric Extrem Metal. Vergleiche seiner Musik werden z. B. mit Falkenbach, Enslaved, Månegarm, Windir, Einherjer, Cor Scorpii, Mistur und Ulfhednar gezogen. Metal-Hammer-Autor Gunnar Sauermann beschrieb die Musik auf dem Debütalbum als ausgestattet mit „majestätische[n] Melodien, hymnische[n] Song-Strukturen, wüste[n] Krächzgesänge[n], [und] erhabene[m] Klargesang“.

### Texte
Nach den eigenen Angaben Jensens basieren seine Texte auf alten Geschichten, Märchen und Sagen aus der Ringerike-Provinz, Jensens Heimat, vorwiegend aus dem 17. bis Ende des 19. Jahrhunderts. Sie sind in einem lokalen Dialekt des Norwegischen verfasst. Die Idee zu diesen Thematiken kam Jensen schon recht bald, da er sich seit seiner Jugend für alte Geschichten aus seiner Heimat interessierte und sie durch die Adaption in seiner Musik „abstauben und zu neuem Leben“ verhelfen wollte.

## Diskografie

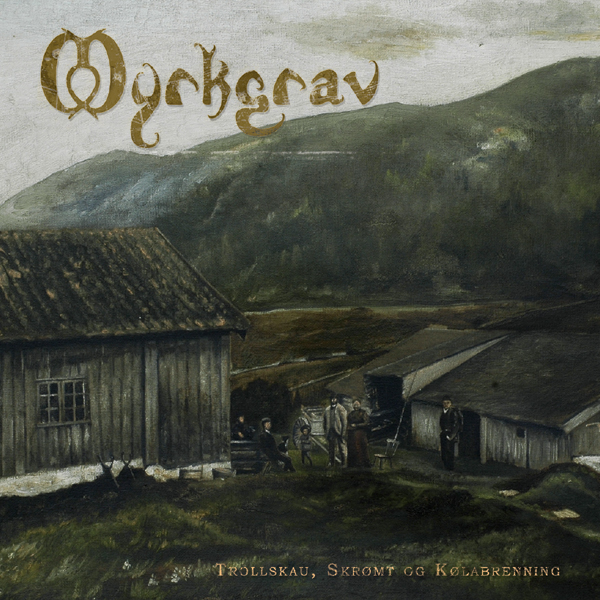
Das Cover des Debütalbums Trollskau, Skrømt og Kølabrenning

### Demos
- 2004: Fra Fjellheimen Kaller

### Studioalben
- 2006: Trollskau, Skrømt og Kølabrenning (Det Germanske Folket)
- 2016: Takk og farvel; tida er blitt ei annen

### Splits
- 2011: Myrkgrav/Voluspaa (Einheit Produktionen)